# Fuensanta de Martos
Fuensanta de Martos é um município da Espanha, na província de Xaém, comunidade autónoma da Andaluzia. Tem 53,32 km² de área e em 2021 tinha 3 011 habitantes (densidade: 56,5 hab./km²). Pertence à Comarca Metropolitana de Xaém, e limita com os municípios de Martos, Los Villares e Valdepeñas de Jaén.